# Jan Thomas

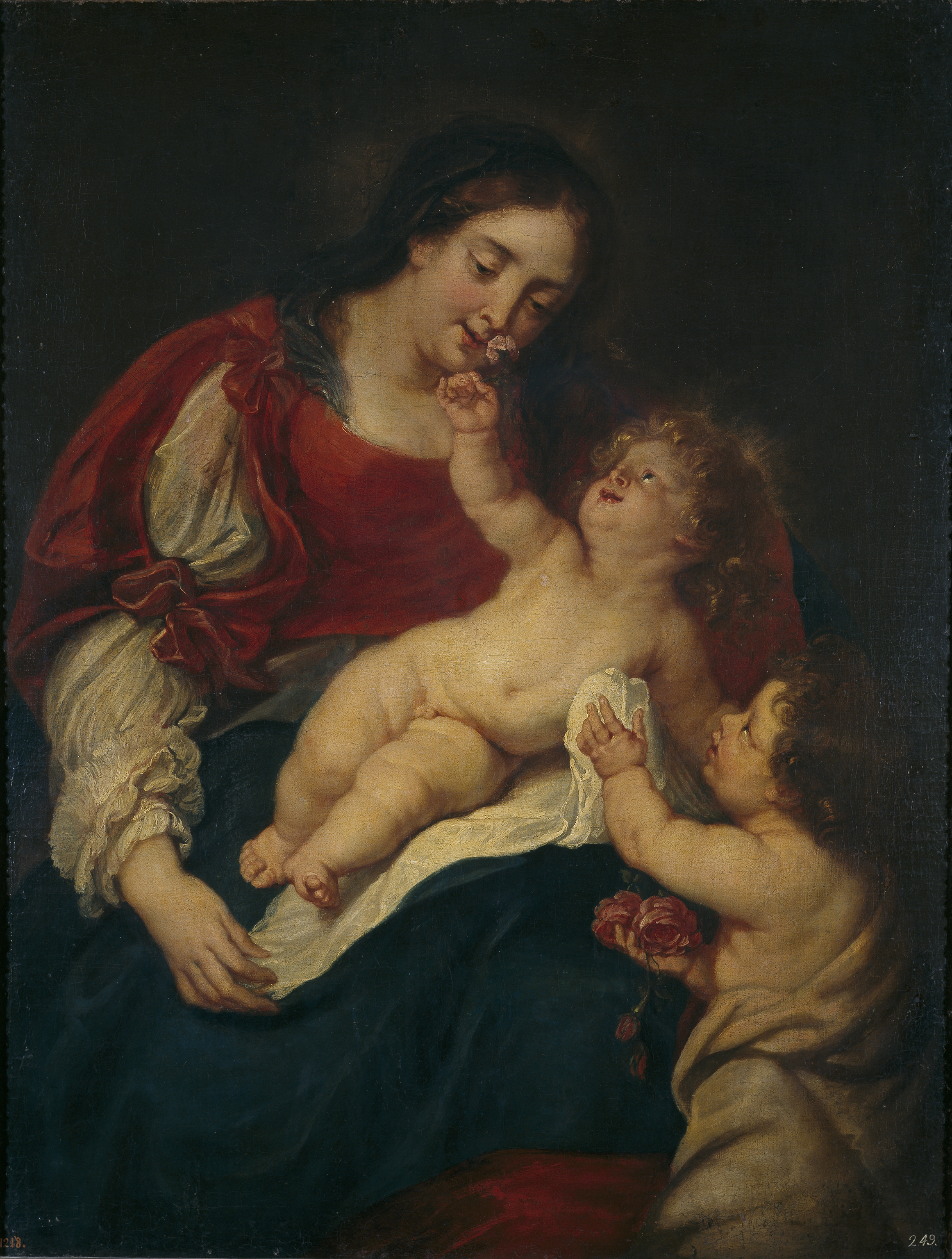
La Virgen de las rosas, óleo sobre lienzo, 111 x 86 cm, Madrid, Museo del Prado.

Jan Thomas, también conocido como Jan Thomas van Ieperen, van Yperen o van Ypres (Ypres, 1617 – Viena, 1678), fue un grabador, ilustrador y pintor barroco flamenco, seguidor de Rubens.
Recibido como maestro en el gremio de San Lucas de Amberes en el periodo 1639-1640, se reconocen gracias a sus propios grabados algunas pequeñas obras de gabinete estrechamente dependientes de Rubens, ya sean de tema pastoril (Danza campesina, Caen, Musée des Beaux-Arts), o  mitológico (Diana, París, Louvre), e incluso motivos religiosos como la  Virgen de las rosas del Museo del Prado, donde se le atribuye por su proximidad al último Rubens.
Hacia 1658 se trasladó a Fráncfort donde asistió a la coronación como emperador de Leopoldo I, de quien habría pintado un retrato actualmente perdido.  Tras establecerse en Viena en 1661 trabajó para la corte imperial, como indican los retratos de Leopoldo I y de su esposa la infanta Margarita vestidos para una representación teatral (1667, Viena, Kunsthistorisches Museum). Todavía aquí pintó obras religiosas y pequeños cuadros de gabinete (Bacanal, Kunsthistorisches) en estilo que recuerda a Rubens.